# Syroloma major
Syroloma major är en spindelart som beskrevs av Simon 1900. Syroloma major ingår i släktet Syroloma och familjen vargspindlar. Inga underarter finns listade i Catalogue of Life.